# كارلوس تيكسيرا
كارلوس تيكسيرا (11 مارس 1976 في البرتغال - ) هو لاعب كرة طائرة البرتغال في مركز ليبرو ‏. لعب مع Tourcoing Lille Métropole Volley-Ball ‏.

## وصلات خارجية
- كارلوس تيكسيرا على موقع عالم الكرة الطائرة (الإنجليزية)